# Ecstasy (álbum)
Ecstasy é o segundo mini álbum da banda inglesa-irlandesa My Bloody Valentine, lançado em 23 de novembro de 1987 através da Lazy Records, numa edição limitada de três mil cópias. O álbum mostra um afastamento do antigo som da banda de pós-punk e rock gótico, com influência das bandas Love and The Byrds
O álbum passou por vários problemas técnicos e financeiros durante as sessões de gravação, incluindo erros no processo de masterização. Apesar disso, Ecstasy recebeu aclamação moderada da crítica e alcançou a posição 12 na UK Independent Albums Chart. O álbum foi posteriormente combinado com o single anterior de My Bloody Valentine, "Strawberry Wine", e relançado no álbum de compilação Ecstasy and Wine (1989), que foi lançado pela Lazy Records sem o consentimento da banda.

## Antecedentes e produção
A Lazy Records, gravadora de My Bloody Valentine na época, pediu que a banda fizesse um álbum de estúdio durante o verão de 1987. O pedido foi rejeitado, com a banda dizendo que a nova formação "estava junta há apenas alguns meses e não teve tempo de se estabelecer". No entanto, a banda concordou em gravar um mini álbum, caso pudessem lançar um single com antecedência. O single, "Strawberry Wine", foi lançado em 9 de novembro de 1987 e alcançou a posição 13 na UK Independent Singles Chart.
Ecstasy foi gravado num período de dez dias, uma semana após a gravação de "Strawberry Wine". Segundo Kevin Shields, as sessões de gravação "não tinham direção e [a banda] nem sabia o que [eles] estavam fazendo" e pareciam demos. Diversas músicas foram gravadas mas não entraram no álbum, pois a banda as considerou "horríveis". No entanto, as sessões foram "a primeira vez [que a banda] realmente tocou corretamente no estúdio", o que resultou em sons de guitarra "extremos" e "bastante desagradáveis", que se tornariam característicos de lançamentos posteriores de My Bloody Valentine.
A gravação de Ecstasy sofreu de erros técnicos e financeiros, que impactaram o eventual lançamento do álbum. O processo de masterização foi afetado pelo engenheiro de áudio Steve Nunn, que perdeu o material de origem da mixagem final antes de sua transferência para a gravação master. Shields posteriormente "trouxe um engenheiro independente aos estúdios para apontar o que estava errado", mas a Lazy Records se recusou a investir mais dinheiro no processo de gravação do álbum. Como resultado, "muito do som original de Ecstacy  [sic] foi perdido, e muito do tom ficou entorpecido" e o álbum "mostrou um grupo que parecia ter ficado sem dinheiro no meio da gravação".

## Composição
Todas as sete faixas de Ecstasy foram escritas e compostas por Kevin Shields, com Colm Ó Cíosóig creditado como o co-autor de três faixas — "The Things I Miss", "Clair" e "(Please) Lose Yourself in Me". Em relação ao conteúdo lírico do álbum, em contraste com a música, Shields disse que "as músicas podem soar doces, mas o assunto não é necessariamente muito bom. Muito disso é baseado em relacionamento, mas é sempre vago e nunca apenas garoto-conhece-garota. Pode facilmente ser garoto-conhece-garoto ou garota-conhece-garota. Então há ódio e pensamentos caprichosos que você consegue do nada". Ó Cíosóig comentou que "são mais estranhas as perversões de sentir que se entra em um relacionamento" e referiu-se à letra como sendo marcada por "extremos, porque nos divertimos com coisas extremas". Shields observou que as letras eram uma progressão dos lançamentos anteriores da banda, já que "a ideia de compor uma doce canção pop que camuflou algum terror lírico e enviá-la às pressas nas paradas apelou ao nosso senso de humor" e considerou o processo de composição de Ecstasy como "fresco depois de ter feito puro barulho antes".
Shields usou uma guitarra elétrica de doze cordas durante as sessões de gravação de Ecstasy e foi influenciado por The Byrds durante o processo de composição, o que resultou em tons da guitarra "muito estridentes". O escritor Colin Larkin descreveu o som de Ecstasy como "pop chiclete com guitarras que lembram serras circulares", que era semelhante a seus lançamentos anteriores e divergia ainda mais de seu som de pós-punk e rock gótico. Jim DeRogatis observou que o som de Ecstasy, em geral, "deu início a uma vibração mais ensolarada e otimista" para a banda, que lembrava o som estadunisense da música psicodélica dos anos 60, em particular a banda de Los Angeles Love. No entanto, a música em Ecstasy foi criticada por ser "sem direção" e "atrapalhada", parecendo "apenas ideias parcialmente formadas". Shields comentou que "mesmo quando terminamos, não gostamos da metade das músicas que havíamos feito. O disco nunca saiu direito e nos fez perceber que ainda éramos muito twee".
"Clair", uma das primeiras gravações com Bilinda Butcher, apresenta uma fita sampleada com gritos do público do álbum ao vivo do The Beatles, The Beatles at the Hollywood Bowl (1977). O sample foi processado por meio de filtros de áudio para emular um feedback de guitarra.

## Lista de faixas
Todas as faixas escritas e compostas por Kevin Shields, exceto onde notado. 
| Lado um |                                                |                    |         |  |
| N.º     | Título                                         | Compositor(es)     | Duração |  |
| 1.      | "She Loves You No Less"                        |                    | 2:34    |  |
| 2.      | "The Things I Miss"                            | Shields, Ó Cíosóig | 2:56    |  |
| 3.      | "I Don't Need You"                             |                    | 3:08    |  |
| 4.      | "(You're) Safe in Your Sleep (From This Girl)" |                    | 2:31    |  |

| Lado dois      |                                |                    |         |  |
| N.º            | Título                         | Compositor(es)     | Duração |  |
| 5.             | "Clair"                        | Shields, Ó Cíosóig | 2:33    |  |
| 6.             | "You've Got Nothing"           |                    | 3:41    |  |
| 7.             | "(Please) Lose Yourself in Me" | Shields, Ó Cíosóig | 3:26    |  |
| Duração total: | Duração total:                 | Duração total:     | 19:29   |  |

## Créditos
Adaptados das notas do encarte de Ecstasy.
My Bloody Valentine
- Kevin Shields – vocais, guitarra
- Bilinda Butcher – vocais, guitarra
- Debbie Googe – baixo
- Colm Ó Cíosóig – bateria

Músicos adicionais
- Nick Brown – violino (5)

Técnicos
- My Bloody Valentine – produção
- Steve Nunn – engenheiro
- Lucy Smith – fotografia

## Desempenho nas paradas musicais
| Parada (1987)               | Posição de pico |
| --------------------------- | --------------- |
| UK Independent Albums Chart | 12              |